# Cherokee Studios
Les Cherokee Studios sont un ancien studio d'enregistrement situé à Hollywood, en Californie.

## Histoire
Les frères Dee, Bruce et Joe Robb fondent un premier studio dans leur ranch de Chatsworth au début des années 1970. C'est dans ces premiers studios Cherokee que Steely Dan enregistre l'album Pretzel Logic en 1972.
Les frères Robb rachètent les anciens studios de la MGM sur Fairfax Boulevard et y déménagent leur studio en janvier 1975. De nombreux artistes y enregistrent dans les années qui suivent, parmi lesquels Rod Stewart, David Bowie et Michael Jackson. Les studios Cherokee ont fermé en 2007.

## Liste d'albums enregistrés aux Cherokee Studios

### Années 1970
- Ringo's Rotogravure de Ringo Starr (1976)
- Station to Station de David Bowie (1976)
- Lace and Whiskey d'Alice Cooper (1977)
- Ringo the 4th de Ringo Starr (1977)
- Destiny des Jacksons (1978)
- Gene Simmons de Gene Simmons (1978)
- Infinity de Journey (1978)
- Please Don't Touch! de Steve Hackett (1978)
- Candy-O des Cars (1979)
- Damn the Torpedoes de Tom Petty and the Heartbreakers (1979)
- Evolution de Journey (1979)
- Head Games de Foreigner (1979)
- Off the Wall de Michael Jackson (1979)

### Années 1980
- Foolish Behaviour de Rod Stewart (1980)
- Hard Promises de Tom Petty and the Heartbreakers (1981)
- Only a Lad de Oingo Boingo (1981)
- Stop and Smell the Roses de Ringo Starr (1981)
- American Fool de John Mellencamp (1982)
- Zipper Catches Skin d'Alice Cooper (1992)
- Pipes of Peace de Paul McCartney (1983)
- Shout at the Devil de Mötley Crüe (1983)
- "Weird Al" Yankovic de "Weird Al" Yankovic (1983)
- Lady of the Stars de Donovan (1984)
- Stay Hungry de Twisted Sister (1984)
- Tooth and Nail de Dokken (1984)
- Marching Out d'Yngwie Malmsteen (1985)
- Theatre of Pain de Mötley Crüe (1985)
- Seventh Star de Black Sabbath (1986)
- Whitesnake de Whitesnake (1987)
- Odyssey d'Yngwie Malmsteen (1988)
- Oh Yes I Can de David Crosby (1989)

### Années 1990
- Union de Yes (1991)
- Grave Dancers Union de Soul Asylum (1992)
- It's a Shame About Ray des Lemonheads (1992)
- Sound of White Noise d'Anthrax (1993)
- Sacrifice de Motörhead (1995)

### Années 2000
- Bleed American de Jimmy Eat World (2001)
- 30 Seconds to Mars de Thirty Seconds to Mars (2002)
- Comin' from Where I'm From d'Anthony Hamilton (2003)
- Chinese Democracy de Guns N' Roses (2008)